# Багратион-Мухранский, Симон Левонович
Князь Симон Леванович Багратион-Мухранский (груз. სიმონ ბაგრატიონ-მუხრანელი; 1 сентября 1896 — 20 мая 1923) — грузинский князь, военный, в 1918—1921 и в 1921—1923 годах капитан национальной армии Грузинской Демократической Республики, участник антисоветского национально-освободительного движения. Кавалер ордена Национального героя Грузии (посмертно).

## Биография
Симон родился в знатной аристократической семье. Его отец, князь Леван Багратион-Мухранский (1863—1901), сын князя Георгия Багратион-Мухранского и старший брат князя Нико Багратион-Мухранского, был представителем Мухранской ветви бывшей царской династии Багратионов. Мать Симона, Анастасия, была из княжеского дома Церетели.
Сам князь Симон женился на княжне Нино Багратион-Давитишвили (1897—1969).
Окончил Тифлисскую гимназию и служил в Русской императорской армии.
Участвовал в Первой мировой войне, воевал на Восточном фронте в рядах Татарского конного полка Кавказской туземной конной дивизии, был награждён Георгиевскими крестами IV и III степеней (1914 и 1915) и орденом Святого Станислава III степени (1917). В 1915 году был произведён в прапорщики. Вернулся в Грузию в 1917 году.
После провозглашения независимости Грузии в 1918 году служил в армии Грузинской Демократической Республики в звании капитана в Грузинском кавалерийском полку.

### В период советизации Грузии
Симон не эмигрировал из Грузии после советского вторжения, а продолжил военную службу в Красной армии. Он тайно симпатизировал национал-демократам и с 1922 года был членом военной организации Национально-демократической партии и «Военного центра» Комитета независимости Грузии. Участвовал в организации публичных демонстраций против советской власти и в марте 1923 был арестован в гостинице Москвы. 20 мая того же года Симон был застрелен вместе с другими членами «Военного центра» в Тифлисе, на территории парка Ваке.
Жена Симона Багратиона, княжна Нино Багратион-Давитишвили, вскоре была сослана в Сибирь.

## Наследие
4 июля 2023 года, через 100 лет после смерти, указом президента Грузии Саломе Зурабишвили Симон Багратион-Мухранский и другие члены военного центра были награждены орденом Национального героя и званием Национального героя Грузии.